# Murilo Rubião
Murilo Rubião (1. června 1916, Carmo de Minas, stát Minas Gerais – 16. září 1991) byl brazilský spisovatel. Již od svého mládí byl literárně činný, pracoval v rozhlase (Rádio Inconfidência) a tisku. Vystudoval práva a později působil ve státní správě, do které se vrátil po svém návratu ze Španělska, kam byl v roce 1956 vyslán jako kulturní atašé. Jeho prózy lze označit za fantastické a blízké magickému realismu. Vliv na jeho tvorbu měla Proměna Franze Kafky.

## Dílo
- 1947 O ex-mágico (Bývalý kouzelník)
- 1953 A estrela vermelha (Červený kouzelník)
- 1965 Os dragões e outros contos (Draci a jiné povídky)
- 1974 O pirotécnico Zacarias (Pyrotechnik Zacarias)
- 1974 O convidado (Host)
- 1978 A casa do girassol vermelho
- 1990 O homem do boné cinzento e outras histórias

### české výbory
- 1986 Dům U červené slunečníce - 18 povídek
- 1994 Nevěsta z modrého domu - 29 povídek